# Альсина Леаль, Даниель
Даниель Альсина Леаль (исп. Daniel Alsina Leal; 10 мая 1988, Барселона) — испанский шахматист, гроссмейстер (2010).
В составе сборной Испании участник 39-й Олимпиады (2010) в Ханты-Мансийске.

## Изменения рейтинга
| Графики недоступны из-за технических проблем. См. информацию на Фабрикаторе и на mediawiki.org. |